# Bruno Dolinski
Bruno Dolinski (* 3. Mai 1933 in Lemberg; † 9. November 2008 in Dresden) war ein deutscher Maler und Restaurator.

## Leben und Werk
Dolinski absolvierte von 1945 bis 1948 eine Lehre als Dekorationsmaler und arbeitete dann in seinem Beruf. Von 1950 bis 1953 besuchte er die Meisterschule für gestaltendes Handwerk Weimar, und 1953 bestand er die Prüfung als Malermeister für Handwerk und Industrie. Von 1953 bis 1958 studierte er bei Erich Fraaß und Heinz Lohmar im Fach Wandmalerei an der Hochschule für Bildende Künste Dresden. Für sein Diplom schuf er das Wandgemälde Landwirtschaftliche Produktionsgenossenschaft. Danach arbeitete er als freischaffender Maler und Grafiker in Dresden. Er gehört mit Bruno Groth, Siegfried Schade und Rudolf Sitte zur 1958 gegründeten Genossenschaft „Kunst am Bau“. Unter deren Dach „entstand ein besonderes Experimentierfeld für baugebundene Entwicklungen wie Strukturwände, Formsteinsysteme, Spielplatzgeräte und spezielle, auch patentierte Verfahren zur Oberflächenbeschichtung von Beton“.
Von 1960 bis 1962 betätigte Dolinski sich dabei speziell als Farbgestalter, dann schuf er in Dresden und dessen Umgebung baugebundene Werke, vor allem Wandgestaltungen in Kindergärten und – Krippen und in Gaststätten. Außerdem arbeitete er als Freskant und Restaurator. 1980 rekonstruierte er das Wandgemälde von Oskar Schlemmer aus dem Jahr 1923 im kleinen Van-de-Velde-Bau des Bauhauses Weimar.

## Werke (Auswahl)

### Architekturbezogene Werke (Auswahl)
- Bleiglasfenster-Front am ehemaligen Restaurant „International“ auf der Prager Straße in Dresden (1972), bestehend aus sieben Glasfenstern mit Motiven der Dresdner Partnerstädte: Leningrad, Straßburg, Coventry, Florenz, Breslau, Ostrava und Skopje (Abmessung eines Fensters 276 × 180 cm). Die sieben Fenster konnten beim Abriss des Gebäudes 2006/07 zunächst gesichert werden, später gingen jedoch drei Fenster zu Bruch.[5]
- Wandgestaltung der Giebelfront des Mehrfamilienhauses Burkersdorf, Teichweg 1/3 (Keramikfliesen, 1975)[6]
- Frau Elster und Herr Fuchs (Wandgestaltung der Nordfassade der Kindertagesstätte Mulda, 1975/1980)[7]
- Schlacht von Dresden, 1813 (11 × 8 m, 1973/1974; vormals Giebelfront der damaligen Oberschule in Dresden-Zschertnitz, Paradiesstraße; umgesetzt in das Militärhistorische Museum Dresden)[8][9]
- Wandbild in der Gaststätte des damaligen Betriebsferienheims des VEB Kombinat Robotron Dresden in Clausnitz (um 1975)[10]
- Wandbild und Raumteiler des Speisesaals des VEB Kombinat Robotron Dresden (Dresden, Petersburger Straße; 1970/1974)[11]
- Verschiedene Dresdner Motive (Wandbild im Eingangsbereich des Studentenwohnheims Gret-Palucca-Straße 9; ausgeführt 1968 in Keramikspaltplatten mit Aufglasurmalerei; 225 × 457 cm)[12]

### Tafelbilder (Auswahl)
- Lesende (1965, Öl auf Leinwand, 80,5 × 23,6 cm)[13]
- Entscheidung des Galileo Galilei (1966, Tempera, 65 × 85 cm)[14]

## Ausstellungen (unvollständig)

### Einzelausstellungen
- 1959: Weimar, Kunsthalle (mit Wieland Förster, Ronald Paris, Gerhard Rommel und Hans Vent)
- 1979: Dresden, Galerie Kunst der Zeit (mit Heinz Hamisch)

### Ausstellungsbeteiligungen
- 1972: Dresden, Bezirkskunstausstellung
- 1972/1973: Dresden, VII. Kunstausstellung der DDR
- 2022: Dresden, Zentrum für Baukultur Sachsen im Kulturpalast Dresden („Bewahren?! Mosaiken und keramische Wandflächen in der Denkmalpflege“)[15]